# Didier Rimaud
Pour les articles homonymes, voir Rimaud.
Didier Rimaud est un jésuite, poète et compositeur français de chants chrétiens né le 6 août 1922 à Carnac (Morbihan) et mort le 24 décembre 2003 à Francheville.

## Biographie
Didier Rimaud est le petit-fils d'Émile Rimaud, officier issu d'une famille de banquiers et le petit-neveu de Pierre-Marie Belmont, évêque de Clermont-Ferrand.
Bien que né à Carnac où se trouvait la maison de vacances de sa famille, Didier Rimaud a passé son enfance et ses études à Lyon, notamment au Lycée Saint-Marc. Sa famille nombreuse (8 enfants) était amatrice de musique et de chansons, et ses parents en composaient de temps en temps. Il devint jésuite en 1941, après un an de noviciat, puis a commencé à chanter dans une chorale des Petits chanteurs de Provence.
Avec le Centre national de pastorale liturgique (CNPL), il commença dans les années 1950 à participer à l'écriture des textes en français de la liturgie catholique, mais aussi à donner des conseils pour le réaménagement de lieux de culte. Selon Didier Rimaud, la traduction des textes liturgiques, anonyme, difficile puisqu'elle nécessite de rassembler et concilier les remarques de nombreux évêques, lui procurait une grande joie lorsqu'il entendait ces textes utilisés dans les célébrations.
En 1952, il publie son premier chant liturgique, coté E 20 : Seigneur, venez.
Dans les années 1970, à la suite du concile Vatican II, la Compagnie de Jésus rappela à ses membres de ne pas dissocier l’annonce de la foi et la recherche de la justice sociale pour les plus pauvres. Cela marquera Didier Rimaud et influencera beaucoup ses compositions ultérieures.
Avec Vatican II, s'est fait sentir la nécessité d'élargir le répertoire des chants en français pour la liturgie : il fut alors très sollicité pour en écrire de nouveaux. Il travailla en collaboration avec des musiciens comme  Jacques Berthier, Jo Akepsimas, Joseph Gelineau, Marcel Joseph Godard ou encore Christian Villeneuve.
Il a également participé à la traduction liturgique de la Bible en français : cette traduction, destinée comprise par les auditeurs lorsque proclamée lors des célébrations, n'avait été faite dans les années 1970 que pour les passages lus pendant les célébrations. Elle a été revue et complétée dans les années 2000 par la traduction de l'intégralité de l'Ancien Testament.
D. Rimaud a reçu le Prix Broquette-Gonin (littérature) en 1981.

## Œuvres
- Participation à la traduction en français des textes liturgiques et de la Bible pour la liturgie ;
- Les paroles de plus de 200 chants liturgiques référencés, tels que :
  - Aujourd'hui est jour de fête
  - Que tes œuvres sont belles (A 219-1) avec Jacques Berthier ;
  - Écoute la voix du Seigneur (A 548) avec Jacques Berthier ;
  - Si le père vous appelle (T 154-1) avec Jacques Berthier (compositeur)[3] ;
  - Quand il disait à ses amis (I 165-1) avec Jo Akepsimas ;
  - Pour que l'homme soit un fils (G 297-1) avec Jean-Marie Vincent[4],[5] ;
  - Peuple de Dieu, marche joyeux (K 180) avec Christian Villeneuve[6] ;
  - Qui es-tu, roi d’humilité ? (Arc-en-ciel 380) avec Jo Akepsimas[7].

### Des livres
- 1975 : Les arbres dans la mer, Desclée, 191 p. (ISBN 978-2-7189-0058-2) ;
- 1979 : Des grillons et des anges, éd. Desclée ;
- 1994 : À force de colombe : Chants et poèmes, Cerf, 276 p. (ISBN 978-2-2040-5058-6) ;
- 1999 : La prairie de Genèse et autres contes, éd. Saint Augustin ;
- 2002 : Grâce à Dieu, Saint-Augustin, 143 p. (ISBN 978-2-8801-1269-1) ;
- 2013 : Didier Rimaud  (Auteur) et Pierre Faure (pédagogue) (Préface), Psaumes : Poèmes de Dieu, prières des hommes, Vie chrétienne, 104 p. (ISBN 978-2-9189-7527-4).

### Hymnes
Liste non exhaustive :

#### Père du premier mot
« Père du premier mot,

Jailli dans le premier silence

Où l'homme a commencé,

Entends monter vers toi,

Comme en écho,

Nos voix

Mêlées aux chants que lance

Ton Bien-Aimé. »

— D. Rimaud. Service national de la pastorale liturgique et sacramentelle (CNPL).

#### Près de toi
« Près de toi se trouve le pardon :

toute guérison et toute grâce.

Tu entends ma voix au fond de mes impasses !

Dieu qui n'oublies pas,

rien de ma plainte ne t'échappe ! »

— Kinnor ; Le kinnor (hébreu: כִּנּוֹר kīnnōr) est un ancien instrument de musique israélite de la famille des Luths à joug (en).